# Idstedter See
Der Idstedter See (dänisch: Isted Sø) ist ein 38 ha großer See im Kreis Schleswig-Flensburg im nördlichen Schleswig-Holstein. Er liegt südöstlich der namensgebenden Ortschaft Idstedt und nahe des benachbarten Langsees im südwestlichen Angeln in Südschleswig. Der See hat eine maximale Ausdehnung von 800 m und eine Tiefe von maximal 2,54 m. Unterhalb Idstedts mündet die Strukkerau (Strukkær Å) ein, aus dem See selbst führt die Grüdau (Grydebæk) über einen etwa 900 m langen Abfluss Wasser aus dem Idstedter See dem Langsee zu. Bei dem See handelt es sich um ein früheres dänisch-königliches Pachtgewässer, 1874 wurde er in die Gemeinde Idstedt eingegliedert. In der dänischen Zeit bis 1864 lag der See im Kirchspiel Michaelis in der Struxdorfharde (Gottorf Amt). Die Wasserfläche hat im Laufe der Jahre durch Verschilffung und Verlandung abgenommen. 
Die Uferlinie wird durch Schilfgürtel gesäumt, nördlich des Sees befindet sich ein schmaler Erlenbruch, im Osten ein kleiner Buchenwald. Zwischen Istedter See und Langsee erstreckt sich das Grüder Holz (Grydeskov). Am nördlichen Ufer befindet sich eine Badestelle.